# Valgerður Sverrisdóttir
Valgerður Sverrisdóttir (ur. 23 marca 1950 w Lómatjörn) – islandzka polityk, posłanka do Althing, minister w różnych resortach, w latach 2008–2009 przewodnicząca Partii Postępu.

## Życiorys
W 1967 ukończyła szkołę średnią dla kobiet Kvennaskólanum í Reykjavík. Kształciła się później w szkołach językowych w Hamburgu i Londynie. Pracowała w różnych zawodach, m.in. jako nauczycielka i w rolnictwie. Zaangażowała się w działalność polityczną w ramach Partii Postępu, w 1984 dołączając do jej władz krajowych.
W 1987 po raz pierwszy uzyskała mandat posłanki do Althingu. Z powodzeniem ubiegała się o reelekcję w kolejnych wyborach, zasiadając w islandzkim parlamencie do 2009. W latach 1988–1989, 1990–1991 i 1992–1995 pełniła funkcję jego wiceprzewodniczącej. Od 1999 do 2006 była ministrem przemysłu i handlu. W latach 2004–2005 jednocześnie zajmowała stanowisko ministra współpracy nordyckiej. Od czerwca 2006 do maja 2007 sprawowała urząd ministra spraw zagranicznych.
W 2007 została wiceprzewodniczącą, a w 2008 przewodniczącą Partii Postępu. Ugrupowaniem tym kierowała do 2009.